# 艾丽斯·格林
艾丽斯·格林（英語：Alice Greene，1879年10月15日—1956年10月26日）是一名英国女子网球运动员。她曾代表英国参加1908年夏季奥林匹克运动会网球比赛，获得女子室内单打银牌。她于1956年去世，享年77岁。